# Década de 1210
Séculos: (Século XII - Século XIII - Século XIV)
Décadas: 1160 1170 1180 1190 1200 - 1210 - 1220 1230 1240 1250 1260
Anos: 1210 - 1211 - 1212 - 1213 - 1214 - 1215 - 1216 - 1217 - 1218 - 1219